# Jermaine Johnson
Pour les articles homonymes, voir Johnson.
Jermaine Johnson, né le 25 juin 1980 à Kingston en Jamaïque, est un joueur de football international jamaïcain, qui évolue au poste d'ailier.

## Biographie
Le 6 mai 2014 il est libéré du Sheffield Wednesday.

## Palmarès
- Vice-champion d'Angleterre de Division 3 en 2012 avec Sheffield Wednesday